# 中村拓志
中村 拓志（なかむら ひろし、1974年2月12日 - ）は、日本の建築家。NAP建築設計事務所主宰。2年に一度授与されるアジアで最も権威のある賞 ARCASIA Awards for Architecture Building of the Year、日本建築学会賞（作品）の他、日本建築家協会環境建築賞大賞、BCS賞、GOOD DESIGN AWARD 金賞、LEAF AWARDS 2015 Overall Winner、WAN Sustainable Buildings of the Year 等受賞歴多数。

## 略歴
- 1974年、東京都生まれ[1]。石川県金沢市、神奈川県鎌倉市で少年時代を過ごす[1]。
- 1992年、神奈川県立七里ガ浜高等学校卒業
- 1997年、明治大学理工学部建築学科卒業
- 1999年、明治大学大学院理工学研究科博士前期課程修了[1]（25歳）。学生時代から建築デザイン分野で受賞歴がある。
- 1999年 - 2002年、（株）隈研吾建築都市設計事務所入所。同事務所設計主任を歴任。
- 2002年、（株）NAP建築設計事務所設立。（28歳）
- 2023年 - 明治大学理工学部建築学科特別招聘教授
- 2024年、日本建築学会 作品部会部会長、日本建築学会大賞選考委員会 委員

## 受賞歴

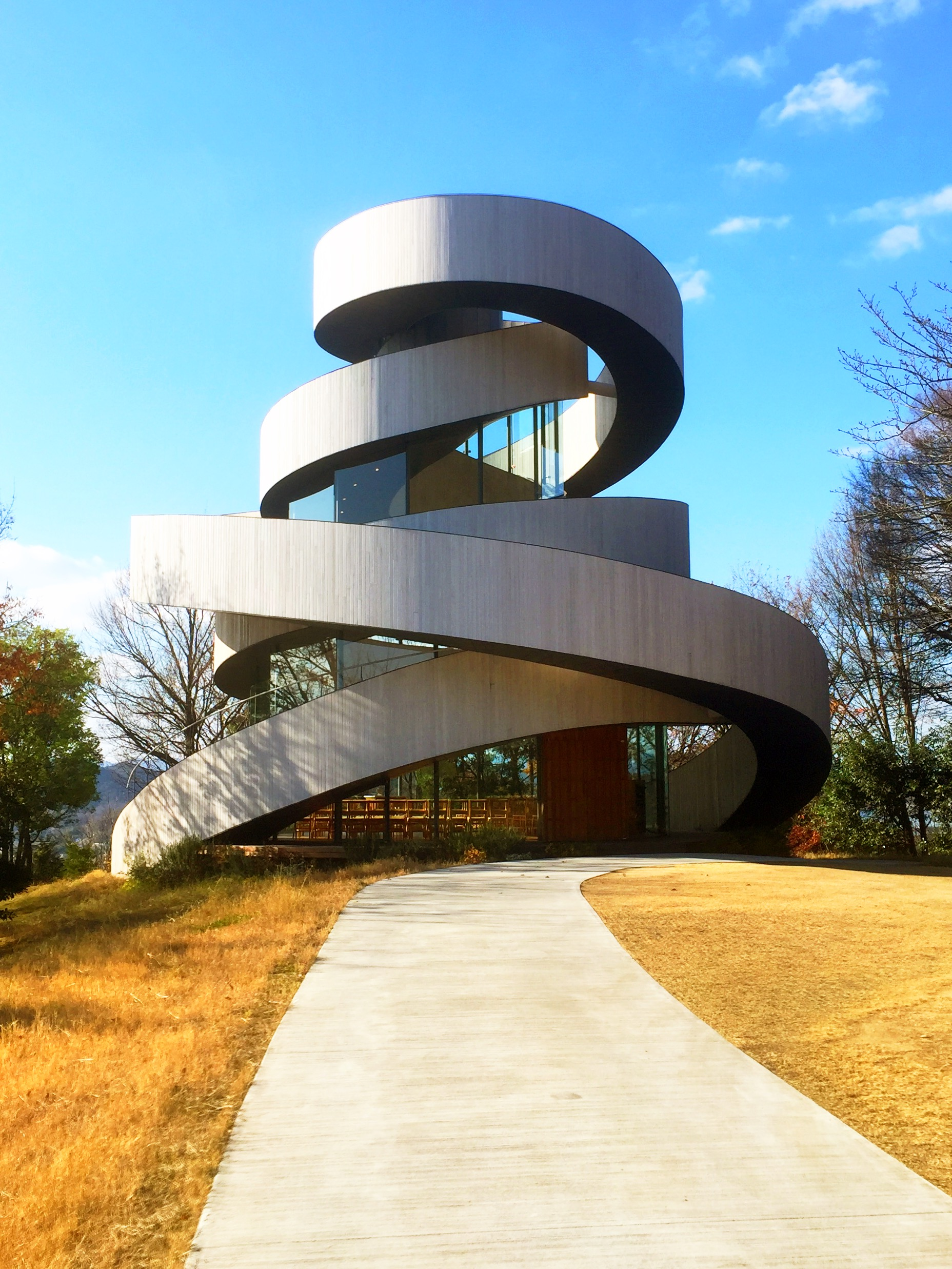
リボンチャペル
ベラビスタ境ガ浜

- 2004年 - 日本商環境設計家協会JCD賞2004 準大賞(Lanvin Boutique Ginza)（30歳）
- 2006年 - 日本商環境設計家協会JCD賞2006 大賞(Lotus Beauty Salon)（32歳）
- 2008年 - GOOD DESIGN AWARD 2008金賞(Dancing trees,Singing birds)（34歳）
- 2008年 - 日本建築家協会賞（Dancing trees, Singing birds）
- 2010年 - 第26回新建築賞（現在は吉岡賞）（House C 地層の家）（36歳）
- 2011年 - 第22回JIA新人賞（House C 地層の家）（37歳）
- 2012年 - AR + D Awards for Emerging Architecture 2012, First Prize (UK)（狭山の森礼拝堂）（38歳）
- 2012年 - JIA環境建築賞 最優秀賞（録 museum）（38歳）
- 2013年 - 日本商環境設計家協会JCD賞2013大賞（東急プラザ表参道原宿）（39歳）
- 2014年 - 日本商環境設計家協会JCD賞2014大賞（Ribbon Chapel）（40歳）
- 2015年 - JIA優秀建築賞（狭山の森礼拝堂）（41歳）
- 2015年 - 日本建築学会作品選奨（録 museum）（41歳）
- 2015年 - LEAF AWARDS 2015 Overall Winner（Ribbon Chapel）（41歳）
- 2016年 - WAN Sustainable Building Award 2016 Winner（Kamikatz Public House）（42歳）
- 2016年 - JCD Design Award 2016　金賞・銀賞（ベラビスタ スパ＆マリーナ 尾道 エレテギア・Kamikatz Public House・Balloon Glass Office）（42歳）
- 2016年 - 日事連建築賞（狭山の森礼拝堂）（42歳）
- 2016年 - 第57回BCS賞（Ribbon Chapel）（42歳）
- 2016年 - ARCASIA建築賞　ビルディング・オブ・ザ・イヤー（狭山の森礼拝堂）（42歳）
- 2016年 - WAN Sustainable Buildings of the Year, Winner（Kamikatz Public House）（42歳）
- 2017年 - 日事連建築賞（Ribbon Chapel）(43歳)
- 2017年 - World Architecture Festival 2017, House - Completed Buildings（ラジエータハウス）(43歳)
- 2018年 - 日事連建築賞 （Kamikatz Public House）（44歳）
- 2018年 - Record Houses （葦垣の家）（44歳）
- 2021年 - 日本建築学会賞（作品）（上勝ゼロ・ウェイストセンター）（47歳）
- 2021年 - 日本建築家協会環境建築賞（上勝ゼロ・ウェイストセンター）（47歳）
- 2021年 - Dezeen Awards sustainable building of the year （上勝ゼロ・ウェイストセンター）（47歳）
- 2021年 - DFA Design for Asia Awards 2021 | Grand Award | Gold Award l Environmental Design | Workspaces（ZOZO本社屋）（47歳）
- 2021年 - JID AWARD 大賞（ZOZO本社屋）（47歳）
- 2021年 - グッドデザイン賞（ZOZO本社屋）（47歳）
- 2021年 - 千葉市都市文化賞 グランプリ（ZOZO本社屋）（47歳）
- 2021年 - 第34回日経ニューオフィス賞 クリエイティブ・オフィス賞（ZOZO本社屋）（47歳）
- 2021年 - IIDA Global Excellence Awards | Corporate Space Large Category Winner（ZOZO本社屋）（47歳）

※ JCD（日本商環境設計家協会）大賞を三度受賞したのは、過去に例がない。

## 主な作品
- Lanvin Boutique Ginza[3][4]-（東京都中央区、2004年2月）（30歳）
- Lotus Beauty Salon[5][4]-（三重県桑名市、2006年1月）（32歳）
- ギャラリー桜の木[4]-（長野県北佐久郡軽井沢町、2007年4月）（33歳）
- Dancing trees, Singing birds[4][6]-（東京都目黒区、2007年8月）
- HOUSE C 地層の家[7][4]-（千葉県、2008年10月）（34歳）
- 録museum[8][4]  -（栃木県、2010年9月）（36歳）
- Tokyo International Airport Terminal 2 Extension[9][4] -（東京都、2010年10月）（36歳）
- 東急プラザ表参道原宿[10][4] - (東京都渋谷区、2012年)（38歳）
- Optical Glass House[4] - (広島県、2012年)（38歳）
- GRAZ[11][4] - (東京都、2012年)（38歳）
- 狭山湖畔霊園管理休憩棟[12][4] - （埼玉県、2013年）（39歳）
- NasuTepee[4] - （栃木県、2013年）（39歳）
- Ribbon Chapel[13][4] - （広島県、2014年）（40歳）
- 狭山の森 礼拝堂[4] - （埼玉県、2014年）（40歳）
- Sarugaku Cyclone[14][4] - （東京都、2014年）（40歳）
- 山野草のコクピット[15][4]  - （長野県、2014年）（40歳）
- Kamikatz Public House[4] - （徳島県上勝町、2015年）（41歳）
- ベラビスタスパ&マリーナ尾道 エレテギア[16][4] - （広島県、2015年）（41歳）
- 虹をさがす家[17][4] - （東京、2016年）（42歳）
- ラジエータハウス[18][4] - （千葉、2016年）（42歳）
- 照葉の家[19][4] - （東京、2016年）（42歳）
- 葦垣の家[20][4] - （東京、2017年）（43歳）
- Ohori Kindergarten & After School - （福岡県、2017年）（43歳）
- GORA BREWERY & GRILL[21][4]  - （神奈川県、2017年）（43歳）
- 畑の下のラボラトリー[22] - （広島県、2018年）（44歳）
- Half Cave House[23][4] - （西日本、2018年）（44歳）
- Logs on the Dune[24] - （東日本、2019年）（45歳）
- 風突のケアハウス[25] - （沖縄県、2020年）（46歳）
- 上勝町ゼロ・ウェイストセンター[26][27] - （徳島県上勝町、2020年）（46歳）
- 磐座の家[28] - （京都、2020年）（46歳）
- 佳水園[29] - （京都、2020年）（46歳）
- オプティカルグラスのリヤド[30] - （東日本、2020年）（46歳）
- ZOZO本社屋[31] - （千葉県、2020年）（46歳）
- 火の山のツリーハット[32] - （神奈川県、2020年）（46歳）
- 界 ポロト[33] - (北海道、2021年）（47歳）
- 上野東照宮[34]神符授与所／静心所[35] - (東京都台東区、2022年)（48歳）

## その他
- トラフ建築設計事務所の禿真哉は大学時代の同期である。
- 学生時代から多数のコンペ入賞歴があり、新建築主催日新工業コンペにおいては三年連続で入賞をした。
- 明治大学大学院時代に第24回日新工業建築設計競技にて2等。審査委員長は建築家の黒川紀章であった。
- 建築学生・設計大賞'97「装飾された家」で大賞受賞。審査委員の中に後に師事することとなる隈研吾がいた。

## 出演
- 『情熱大陸』（2007年4月29日）23時 - 23時30分（毎日放送）
- 『超・人』（BS-i）（2007年）
- 『トップランナー』（2007年12月8日）23時 - 23時30分（NHK）
- 『DESIGN TALKS plus』（2015年8月13日）（NHKワールド JAPAN）
- 『ザ・プロファイラー』（2020年12月10日）（NHK BSプレミアム）
- 『SWITCHインタビュー 達人達「高橋一生×中村拓志」』（ 2020年12月19日）（NHK）

## 著書
- 『恋する建築』中村拓志、2007年12月3日、アスキー、ISBN 4756150691（33歳）
- 『微視的設計論』中村拓志、2010年3月20日、INAX出版（36歳）
- 『地域社会圏モデル-国家と個人のあいだを構想せよ』山本理顕＋中村拓志＋藤村龍至＋長谷川豪＋原広司＋金子勝＋東浩紀、2010年3月30日、INAX出版
- 『建築家の読書術』平田晃久＋藤本壮介＋中村拓志＋吉村靖孝＋中山英之[36]、2010年10月25日、TOTO出版（36歳）
- 『JA114/中村拓志&NAP』中村拓志、2019年6月10日、新建築社